# Store (gardin)
Store (franska; italienska: stora) är en tunn gardin som hänger så att den täcker hela fönstret, men var från början egentligen ett insynsskydd för fönstrets nedre del.